# ورلدویو-۱
ورلدویو-۱ (انگلیسی: WorldView-1) ماهواره تجاری دیدبانی زمین و متعلق به شرکت دیجیتال‌گلوب است. این ماهواره در ۱۸ سپتامبر ۲۰۰۷ به فضا پرتاب شد. پرتاب ورلدویو-۲ پس از آن و در سال ۲۰۰۹ صورت گرفت. نخستین تصویر از ورلدویو-۱ در اکتبر ۲۰۰۷ و ششمین سال پرتاب ماهواره کوئیک‌برد در دسترس قرار گرفت.
بخشی از هزینه ورلدویو-۱ از توافق‌نامه میان دیجیتال‌گلوب و آژانس ملی اطلاعات مکانی ایالات متحده (NGA) تأمین شد. برخی از تصاویر که توسط ورلدویو-۱ برای NGA برداشت‌شده در دسترس عمومی نیستند. با این‌حال ورلدویو-۱ ظرفیت ماهواره کوئیک‌برد تقاضای رو به رشد تصاویر مکانی چند طیفی را آزاد کرد.